# 김정섭 (승려)
김정섭(金正燮, 일본식 이름: 金城正澤)은 일제강점기의 불교 승려이며 법명은 성택(城澤)이다.

## 생애
1920년대에 충청북도 제천군에서 정방사와 백운암 주지를 역임한 승려였다. 1934년 경기도 강화군의 대본산 전등사 주지로 인가를 받았다. 초대 주지 김지순 이래 전등사 제8대 주지였던 김정섭은 안진호를 통해 사료를 모아 사찰의 역사를 기록한 《전등본말사지(傳燈本末寺誌)》를 편찬했다.
1936년 조선불교중앙교무원의 신임 이사에 선출된 뒤 전등사 주지로 첫 3년 임기를 마쳐가던 1937년 중일 전쟁이 발발했다. 김정섭은 전쟁 발발 직후 전등사에서 국위선양 무운장구 기원 법요라는 시국 행사를 거행했다. 국방헌금과 일본군 위문금도 꾸준히 납부하여 1938년 4월 1일까지 전등사 본·말사가 모금해 납부한 금액은 380원이었다.
1937년 말에는 주지직 재임 인가를 받아 두 번째 임기를 시작했다. 1938년 4월 26일부터 5월 2일까지는 국민정신총동원 총후보국 강조 주간으로 지정되었다. 경기도 4본산인 봉은사, 용주사, 봉선사와 전등사는 이 기간 동안 절약한 금액 600원을 국방헌금으로 헌납했는데, 전등사에서는 이 가운데 100원을 맡아 납입했다.
1941년 전선이 확대되면서 태평양 전쟁이 시작되자 전쟁 물자의 부족으로 금속류의 강제 수집이 실시되었다. 이 무렵 김정섭은 창씨개명 정책에 따라 성과 이름을 일본식으로 바꾸었고, 1943년 전등사 본·말사의 수백년 된 범종과 불구(佛具) 전부를 모아서 총 1,665근의 쇠붙이를 직접 경찰서에 전달했다.
전쟁 중 강제 징용으로 노동력이 부족해지자 여러 분야에서 근로보국 운동이 전개되자 전등사도 근로보국에 참가하였다. 김정섭은 산하 사찰의 승려 40명을 집합시켜 1944년에 한 달 동안 토목 공사에 동원한 뒤 조선총독부에 보고했다. 같은 해 조선 불교계 전체가 모금해 헌납할 전투기 1대의 모집금으로 843원을 총본산에 납부했다.
1945년 광복 시점까지 전등사 주지로 연임 중이었으나, 광복 이후 행적은 잘 알 수 없다. 다만 이승만 정부의 토지개혁으로 산림 재산이 대부분인 사찰의 재산 손실이 커지자 불교계가 집단으로 반발하며 대책을 논의했을 때, 1952년 관련 불교계 회의에 참석한 기록이 있다.
2008년 민족문제연구소가 발표한 친일인명사전 수록예정자 명단 종교 부문에 선정되었다.

## 같이 보기
- 전등사

## 참고자료
- 임혜봉 (2005년 3월 1일). 〈김정섭 : 중일전쟁, 대동아전쟁 시기에 적극적 친일을 한 전등사 주지〉. 《친일 승려 108인》. 서울: 청년사. 269~272쪽쪽. ISBN 9788972783848.
- “전등사 역사”. 전통사찰관광종합정보. 2008년 2월 17일에 확인함.